# 丘吉爾廣場一號
丘吉爾廣場一號（One Churchill Place）是英國倫敦的一座商業摩天大樓，位於金絲雀碼頭，共32層，高156米。

## 外部連結
- From emporis.com（页面存档备份，存于）
- Wildlife on top of One Churchill Place（页面存档备份，存于）
- Barclays Group Archives: Head Office（页面存档备份，存于）